# Artibeus inopinatus
Artibeus inopinatus är en däggdjursart som beskrevs av Davis och Carter 1964. Artibeus inopinatus ingår i släktet Artibeus, och familjen bladnäsor. Inga underarter finns listade i Catalogue of Life. Arten är nära släkt med Artibeus hirsutus.

## Utseende
Vuxna exemplar saknar svans och är ungefär 72 mm långa. De har 14 till 15 mm långa bakben och cirka 18 mm stora öron. Pälsen är på ovansidan ljusgrå och på buken lite ljusare.
Artibeus inopinatus är en av de minsta i undersläktet Artibeus. Den är med cirka 52 mm långa underarmar och en vikt av 24,7 till 36 g mindre an Artibeus hirsutus. Hos denna fladdermus är svansflyghuden bra täckt med hår men inte lika tät som hos Artibeus hirsutus. Arterna skiljer sig även i några av kraniets mått. Tandformeln är I 2/2, C 1/1, P 2/2, M 3/3, alltså 32 tänder i hela tanduppsättningen. Ibland saknas den tredje molaren per sida i överkäken.

## Utbredning och ekologi
Denna fladdermus förekommer i Centralamerika i El Salvador, Guatemala, Honduras och Nicaragua. I bergstrakter når arten 1100 meter över havet. Habitatet utgörs av skogar, buskskogar och fruktträdodlingar. Reviret delas med Balantiopteryx plicata och Myotis albescens. En hanne och upp till åtta honor vilar tillsammans i byggnader som inte brukas av människor. Arten flyger ofta ovanför vattendrag. Honor med aktiva spenar registrerades i juli och ungar i augusti. Därför antas att ungarna föds i juni och juli.

## Hot
Beståndet påverkas av skogarnas omvandling till jordbruksmark och av svedjebruk. Denna fladdermus är sällsynt och populationens storlek är okänd. IUCN kategoriserar arten globalt som otillräckligt studerad.